# Transe-Lucide
Albums de Disiz
Extra-lucide
(2012) Rap Machine
(2015)
Singles
1. Fuck les problèmes[2]
2. Rap Genius

Transe-Lucide est le 9e album studio du rappeur français Disiz, sorti le 3 mars 2014. C'est le 3e volet d'une trilogie débutée avec le maxi Lucide et poursuivie avec l'album Extra-lucide, tous deux sortis en 2012.

## Contenu
L'album se compose de trois parties différentes :
- La Terre
- L'eau
- Le ciel

Ces parties représente les trois étapes que vit le lotus représenté sur la pochette de l'album. Le lotus représente l'évolution de l'homme :
- L'enfance
- La puberté ou l'adolescence
- L'âge adulte

## Liste des titres
1. Terre (Intro)[4]
2. Banlieusard Syndrome
3. Miskine (featuring Mad)
4. Kamikaze
5. Rap Genius
6. Fuck Les Problèmes
7. Mc Kissinger
8. Spirales (featuring Mad)
9. Burn Out (Sayonara)
10. Eau
11. King Of Cool
12. Kadija
13. Écho
14. Ciel (Interlude)
15. Luv (Prends Le Risque)
16. Complexité Française (featuring Simon Buret)
17. Happy End
Titre bonus pour les précommandes[2]
18. Lotus

## Samples
- "Mc kissinger" contient un sample de "C'est beau la bourgeoisie" de Discobitch[5].
- "Rap genius" contient un sample de "Get it together" des Beastie Boys feat. Q-Tip[5].
- "King of Cool" contient un sample de "Lujon" composé par Henry Mancini[5],[6].